# Borderlands
『Borderlands』（ボーダーランズ）は、アメリカのGearbox Softwareが開発し、2K Gamesとテイクツー・インタラクティブが2009年に発売したゲーム。対応機種はPC、Xbox 360、PlayStation 3。2019年4月3日には、ダウンロードコンテンツを含む『ボーダーランズ ゲーム・オブ・ザ・イヤー エディション』（Borderlands GOTY Enhanced）がPC、Xbox One、PlayStation 4向けにリリースされた。
本作の大ヒットを受けて、2012年に続編『Borderlands 2』が発売された。その後、2014年には本作からBorderlands 2までの空白の期間に起きた事件を描いた『Borderlands: The Pre-Sequel』とTelltale Games開発の外伝『Tales from the Borderlands』、2019年には『Borderlands 3』が発売された。

## 概要
舞台は地球から遠く離れた辺境の惑星「パンドラ」（Pandora）。プレイヤーは一攫千金を狙うハンターとして、惑星に生息するモンスターの討伐や、盗賊団退治などの仕事をこなしていく。
FPSにRPGの要素が取り入れられており、レベルアップによるキャラクターの成長や、スキルの習得ができる。オフラインでは画面分割で2人プレイ（PC版では不可）、オンラインでは4人までの協力プレイができる（コンシューマ機のEnhanced版ではオフラインでも画面分割4人プレイが可能となった）。
開発当初は「Unreal Engine 3」を使ったリアルなグラフィックになる予定だったが、開発途中でカートゥーン風のグラフィックに変更された。これにはBen Hibonの短編アニメーションCodehuntersなどの影響とも言われている。

## ストーリー
遠く離れた惑星「パンドラ」に到着した移民船。そこから降りたのは資源を求めて一攫千金を夢見る開拓者たちだった。それから7年が経過し惑星全体に春が訪れた時、冬眠から覚めた原生生物たちが一斉に活動を開始する、目ぼしい資源が無いと判断した人々は星を離れ、残ったのは未だ夢を捨てきれない者と日々を凌ぐ事で精一杯の者、そして人々から略奪を繰り返す無法者の集団であった。
人々は惑星の至る箇所でエイリアンが住んでいたと思われる廃墟を発見する。中でも雪の降る山岳地帯で発見された「ザ・ヴォルト」（The Vault）はエイリアンが持つ未知のテクノロジーが生きたまま眠っている可能性があるとして大きな関心を集めた。しかし発見者たちは防衛システムによる攻撃で全滅しており、記録を綴ったボイスレコーダーは方々へと散乱していた。
そんな惑星にある「ファイアストーン」（Fyrestone）という街へ向かう1台のバス。そこには理由は違えど確固たる目的を持つ4人の若者が搭乗していた。

## システム
豊富な種類の武器
『ディアブロ』のようなランダム生成を使っており、ピストル・リボルバー・サブマシンガン・コンバットライフル・ショットガン・スナイパーライフル・ロケットランチャーと言った7種類の武器に4種類の属性やその他様々な効果が付加される。製造メーカーも10社以上が存在し、各社で長所が異なる。また、同じ名前の銃であっても見た目の色やパーツと言った性能面と関係ない部分も微妙に違っていたりするので、同じ形・同じ性能の武器を見つける方が困難である。そうして生成されるアイテムの数は、武器だけでも1600万種類と言われている。
エイリアン銃
未知のテクノロジーが使われている武器。エイリアン銃にも上記7種類の武器が存在する。共通の特徴としてはエネルギーを消費して弾を発射するので弾薬が切れることはないが、チャージする時間が必要になること。また種類によっては「跳弾する」「攻撃範囲は広いが、弾速が遅い」といった特徴があり、クセの強い武器となっている。
熟練度
敵を倒した際にピストルを使用していればピストルの、ショットガンを使用していればショットガンの熟練度が上がっていく。熟練度が上がると「ダメージ量」「リロード速度」「連射速度」「命中精度」などがプラスされていく。
シールド
シールドを装備していると、敵から受けるダメージをシールドが肩代わりしてくれる。ダメージを受けずに時間を置くとシールドは自動で回復する。シールドの容量が0になった状態でダメージを受けるとHPが減る。
クラスMOD
クラスMODを装備することで特定のスキルのレベルを上げることができる。この効果はスキルが限界値に達している場合にも上乗せされる。また、それとは別に協力プレイ時にチーム全体に特定の効果をもたらすものも存在する（例：「チーム全員の武器の命中率アップ」「チーム全員のHPが自然治癒」）。
セカンドウィンド
敵の攻撃を受けてHPが0になったとしてもすぐに死亡とはならず、キャラクターが膝を突き、ドクロのゲージが減り始める。この間に敵を1体でも倒すことができればセカンドウィンドが発動し、シールドが全快・HPは微量の状態でその場に復活することができる。他の手段として味方プレイヤーに救助してもらうこともできる。ゲージが尽きてしまった場合は死亡となり、セーブポイントに戻される上に所持金が若干減ってしまう。
Catch-A-Ride
ゲーム中に登場するスクーターという名前のメカニックが開発した車のシステム。Catch-A-Rideというスタンドから車を利用できる。ゲーム序盤から使える四輪駆動車のRacerは運転席と銃座（マシンガンまたはロケットランチャー）に1人ずつ乗れる。運転席にも固定式のマシンガンを装備。また、乗ったまま体当たりするとほとんどの敵を一撃で倒すことができ、移動にも攻撃にも便利。ただし、体当たりを行うと車の耐久力を大きく損なう上に、銃座や体当たりで敵を倒した場合に得られる経験値は非常に微々たるものとなっている。
自動販売機
このゲームにおいて武器・弾薬など各種アイテムの売買は、各所に置かれている自動販売機で行う。販売機は「武器のみ」「シールド・クラスMOD・回復キット・その場で回復」「弾薬・手りゅう弾・弾薬の最大保持数拡張」の3種類。また、通常品とは別に「タイムセール」の枠が1つあり、通常品よりも高性能・高価格の品が置かれている。タイムセールを含む品揃えは20分置きに入れ替わる。ただし、誰かが自動販売機のウィンドウを開いている間は、時間を過ぎても商品は入れ替わらない。

## キャラクター
プレイヤーは4名のキャラクターから選択することになるが、ゲーム中にバックストーリーが語られる事はなく、シナリオも共通。

### プレイヤーキャラクター
日本語版の声はGOTY Enhancedのもの
ローランド（Roland)
声 - 平川大輔
固有スキル：スコーピオタレット
ソルジャー。かつてアトラス社の関連企業であった民間軍事会社「クリムゾンランス」（Crimson Lance）の元エリート兵士。十年来の仇である人物が潜伏しているという情報を聞き、復讐の為に惑星パンドラへとやって来た。
元傭兵という事からかコンバットライフルとショットガンを得意武器としており、それらを強化するスキルを持つ。
スコーピオタレットは出現してから20秒間、付近の敵に対して自動攻撃を行うスキルで、ダメージや連射力の強化、中心エリア内で弾薬補給や体力回復の効果をもたらすスキルも持つ。
ブリック（Brick）
声 - 間宮康弘
固有スキル：バーサーカー
バーサーカー。プレイヤーキャラの中では最も巨体で最も粗暴。銃を撃つより殴ることが何よりも好きで、手足の先には凶器として無数のボルトが埋め込まれている。
ロケットランチャーやグレネードなどの爆破系武器を扱うのが得意だが、固有スキルであるバーサーカーを発動させると攻撃力と防御力が格段に上昇し体力も自動回復、左右のパンチで敵を殴り飛ばす肉弾戦タイプへと変化する。
モーデカイ（Mordecai）
声 - 山本匠馬
固有スキル：ブラッドウィング
ハンター。友人であるユージニーへ会いに惑星パンドラへ着いた時、既にユージニーは死んでいたことを知る。友の死の真相を確かめるため彼はパンドラへ留まることにした。
遠距離用のスナイパーライフルと接近戦用のリボルバーを得意とする。
ペットである猛禽類のブラッドウィングを放って敵を攻撃させる固有スキルを持ち、ダメージ強化や攻撃対象の数増加といったスキルも持つ。
リリス（Lilith）
声 - 今井麻美
固有スキル：フェーズウォーク
セイレーン。元は人間の女性で、エイリアンのテクノロジーにより異能力を植えつけられた「セイレーン」と呼ばれる6人の中の1人。自身の能力の真髄を見極め、他の5人のセイレーンを探す為に惑星パンドラでの探索を始める。
ピストルとサブマシンガンが基本武装で、弾速や属性攻撃の強化スキルを持つ
フェーズウォークは姿を消して高速移動するスキルで発動中は敵に感知されなくなる。この特性を利用して襲われた時に障害物へ隠れたり、背後へ回り込んで死角から攻撃することが可能となる。

### ノンプレイヤーキャラクター
CL4P-TP
声 - 高木渉
通称「クラップトラップ」（Clap Trap）。一輪タイヤとモノアイの小型ロボットで、ファイアストーンに降り立ったプレイヤーを案内してくれる。その後も依頼人の紹介やバウンティボードに依頼があった場合は連絡してくれたり、道中様々なサポートをしてくれる。同じ機種が複数存在し、道中や洞窟内で見かけることができるがその殆どが壊れて動けない状態になっているため、インベントリ増加アイテムが報酬となる修理のクエストが存在する。また、ロボットでありながらとてもコミカルで、身振り手振りを駆使して話しダンスも踊る。敵に遭遇すると真っ先に逃げたり、ゴミ箱になりきってやり過ごそうとする。その愛嬌あふれる姿はこのゲームのマスコットキャラクター的存在であり、米国ではアクションフィギュア化もされた。
後にパンドラ中に存在するCL4P-TPが暴走した騒動の中で、Hyperion社製であることが判明している。あまりにもウザすぎたためかこの騒動の後に1体を除き全てスクラップにされた。
本作の魅力を伝える公式映像の「The Making of Borderlands」では主演・監督を務めており、ピー音連発の鬼監督っぷりを発揮している。
ガーディアン・エンジェル（Guardian Angel）
声 - 日高里菜
主人公の視界に度々現れる女性の映像。冒険者をザ・ヴォルトへ導いてくれる存在と言われているが詳細は不明。その正体は続編である『Borderlands 2』の作中で明かされた。
パトリシア・タニス（Patricia Tannis）
声 - 武田華
科学者・考古学者でVault研究の第一人者。Dahl社の研究者としてPandoraにやってきた。
マーカス（Marcus Kincaid）
声 - 青山穣
武器商人。武器・弾丸系の自販機を管理している。OPなどの語り部も務める。
ドクター ゼッド（Dr. Zed）
声 - 梶川翔平
無免許医。回復系アイテムなどを購入できる自販機を管理している。DLC1にDr.Ned（ドクターネッド）という双子の弟が出てくる。
モクシー（Mad Moxxi）
声 - 橘U子
DLC2のコロシアムの主催者。マーカスの元妻。
スクーター（Scooter）
声 - 後藤敦
DLC3で車を供給するメカニック。本編にも登場。車両生成端末Catch-A-Rideを管理している。モクシーの息子。
アテナ（Athena）
声 - 八木かおり
DLC3に登場。アトラス社の下部組織である民間軍事組織クリムゾン・ランスに所属していた暗殺者。外伝『Borderlands: The Pre-Sequel』ではプレイヤーキャラクターの1人として登場し、ストーリーは『Borderlands 2』本編後、リリス達に捕らえられた彼女の回想となっている。外伝『Tales from the Borderlands』では、ガールフレンドのいる同性愛者であることがほのめかされている。
スティール（Steele）
リリスと同じく、宇宙に同時に6人しか存在しないセイレーンの中の1人。アトラス社に雇われてヴォルトの鍵を追っている。
ティー・ケイ・バハ（T.K. Baha）
銃のデザイナー。片足で盲目の老人。スクーターの友人。
ヘレナ・ピアース（Helena Pierce）
ゲーム中盤で拠点となる街ニュー・ヘブンの執政官。顔の左半分に深刻な傷痕があり、左腕を失っている。

## オマージュ
このゲームには敵の名前、アイテムの説明文、実績の名前、NPCのセリフ・行動、クエスト名など各所に様々な作品のオマージュが散りばめられている。

元ネタを辿ると海外のゲーム・アニメ・映画・音楽に関するものが大多数を占めるが、中にはトロフィー・実績名で「俺の兄貴はイタリア人」と言った日本人にも馴染みのあるものも存在する。トロフィー・実績は日本版独自のものもあり、日本の開発スタッフがローカライズの際に工夫した可能性は高い。

## 関連作品
- バトルボーン - 本作の開発チームが作ったゲーム。